# Discografia de Haylie Duff
A discografia de Haylie Duff, uma atriz, cantora, compositora e dançariina estadunidense, compreende um álbum de estúdio, um single oficialmente lançado e duas participações. Em 2002 Haylie foi convidada por sua irmã, a cantora Hilary Duff, para fazer uma participação em seu primeiro álbum, o natallino Santa Claus Lane, dividindo os vocais de "Same Old Christmas". No ano seguinte, em 2003 gravou sua primeira canção, "Girl In The Band", para a trilha sonora do filme Lizzie McGuire Movie, onde também gravou os vocais da versão romântica da canção "What Dreams Are Made Of", lançada originalmente por sua irmã. Ainda em 2004 lançou seu primeiro single, "Our Lips Are Sealed", junto com Hilary Duff para a trilha sonora do filme A Cinderella Story. A canção a lançou à posição número sete no Canadian Hot 100 e oito na Australian Singles Chart, na Austrália, sendo que para o filme ainda gravou a canção "One in this World". No mesmo ano gravou as canções "Sweetest Pain", para o filme Raising Helen, "A Whatever Life", para o filme Stuck in the Suburbs, e "The Siamese Cat Song" para o álbum DisneyMania 2, lançado pela Disney, sendo que em 2005 gravou a canção "Babysitting is a Bum Deal" para o filme Family Guy Live in Vegas.
Em 2006 gravou junto com Hilary Duff uma versão da canção de Madonna, Material Girl, para o filme que protagonizou com mesmo título, sendo produzida pelo renomado Timbaland. A faixa seria lançada como single, porém Hilary Duff estava ocupada com a gravação de seu álbum Dignity e não poderia gravar um videoclipe ou divulga-lo, sendo cancelado e apenas liberado como uma canção promocional. Em 2008 fez uma participação no álbum Half a Klip do cantor Kool G Rap, interpretando a canção "On the Rise Again" produzida pelo DJ Premier. Desde 2004 a cantora prepara seu primeiro primeiro álbum de estúdio, que foi interrompido em 2005 e apenas retomado os trabalhos em 2008, sob o título de Lovely.
Como compositora Haylie começou sua carreira em 2003 quando escreveu as canções "Sweet Sixteen" e "Inner Strength" para o primeiro álbum de Hilary Duff, Metamorphosis. Em 2004 compôs as faixas "Mr. James Dean", "Haters" e "The Last Song" novamente para o álbum de sua irmã, o homônio Hilary Duff. Em 2007 fez "Gypsy Woman" para o álbum Dignity e, em 2008, compôs "Holiday" para a coletânea Best of Hilary Duff, canção que a princípio seria para seu próprio álbum, porém que acabou abdicando para a irmã. No mesmo ano registrou a canção "The Jocke", sem utilização ainda.

## Singles
| Ano  | Single                                    | Posições | Posições | Posições | Posições | Posições | Posições | Posições | Álbum                          |
| Ano  | Single                                    | USA      | AUS      | CAN      | FRA      | IRL      | SUI      | UK       | Álbum                          |
| ---- | ----------------------------------------- | -------- | -------- | -------- | -------- | -------- | -------- | -------- | ------------------------------ |
| 2004 | "Our Lips Are Sealed" (feat. Hilary Duff) | —        | 8        | 7        | —        | —        | —        | —        | A Cinderella Story: Soundtrack |

### Participações
| Ano  | Single                                             | Posições | Posições | Álbum                      |
| Ano  | Single                                             | USA      | BUL      | Álbum                      |
| ---- | -------------------------------------------------- | -------- | -------- | -------------------------- |
| 2006 | "Material Girl" (Hilary Duff feat. Haylie Duff)    | —        | 35       | Material Girls: Soundtrack |
| 2008 | "On the Rise Again" (Kool G Rap feat. Haylie Duff) | —        | —        | Half a Klip                |

## Outras Aparições
| Ano  | Canção                                     | Artista         | Álbum                                                           |
| ---- | ------------------------------------------ | --------------- | --------------------------------------------------------------- |
| 2002 | "Same Old Christmas"                       | Hilary Duff     | Santa Claus Lane                                                |
| 2003 | "Girl In The Band"                         | Haylie Duff     | Lizzie McGuire Movie: Soundtrack                                |
| 2003 | "What Dreams Are Made Of (Ballad Version)" | Yani Gellman    | Lizzie McGuire Movie: Soundtrack                                |
| 2004 | "Sweetest Pain"                            | Haylie Duff     | Raising Helen: Soundtrack                                       |
| 2004 | "A Whatever Life"                          | Haylie Duff     | Stuck in the Suburbs: Soundtrack                                |
| 2004 | "One in this World"                        | Haylie Duff     | A Cinderella Story: Soundtrack                                  |
| 2004 | "Our Lips Are Sealed"                      | Hilary Duff     | So Fresh: The Hits Of Summer 2005 Plus The Biggest Hits Of 2004 |
| 2004 | "Our Lips Are Sealed"                      | Hilary Duff     | Nu Music Traxx                                                  |
| 2004 | "The Siamese Cat Song"                     | Hilary Duff     | DisneyMania 2                                                   |
| 2005 | "The Siamese Cat Song (Cat-Scratch Remix)" | Hilary Duff     | DisneyRemixMania                                                |
| 2005 | "Babysitting is a Bum Deal"                | Seth MacFarlane | Family Guy Live in Vegas: Soundtrack                            |
| 2005 | "A Whatever Life"                          | Haylie Duff     | Family Hits: Take 2                                             |
| 2006 | "Material Girl"                            | Hilary Duff     | Lizzie McGuire Movie: Soundtrack                                |

## Composições
| Ano  | Canção           | Interprete  | Álbum               | Co-compositores                             |
| ---- | ---------------- | ----------- | ------------------- | ------------------------------------------- |
| 2003 | "Sweet Sixteen"  | Hilary Duff | Metamorphosis       | Toran Caudell                               |
| 2003 | "Inner Strength" | Hilary Duff | Metamorphosis       | Kevin De Clue                               |
| 2004 | "Mr. James Dean" | Hilary Duff | Hilary Duff         | Hilary Duff, Kevin De Clue                  |
| 2004 | "Haters"         | Hilary Duff | Hilary Duff         | Hilary Duff, Charlie Midnight, Marc Swersky |
| 2004 | "The Last Song"  | Hilary Duff | Hilary Duff         | Kevin De Clue                               |
| 2007 | "Gypsy Woman"    | Hilary Duff | Dignity             | Hilary Duff, Ryan Tedder                    |
| 2008 | "Holiday"        | Hilary Duff | Best of Hilary Duff | Hilary Duff, Ryan Tedder                    |
| 2008 | "The Jocker"     | Haylie Duff | TBA                 | Kevin Decleaux, Charlie Kaufman             |
| 2011 | "Everytime"      | Haylie Duff | TBA                 | Ryan Tedder, Timbaland                      |

## Videoclipes
| Ano  | Canção                                    | Diretor         |
| ---- | ----------------------------------------- | --------------- |
| 2004 | "Our Lips Are Sealed" (feat. Hilary Duff) | Chris Applebaum |
| 2006 | "Material Girl" (feat. Hilary Duff)       | Martha Coolidge |